# Dirhami
Dirhami (Duits: Dirham, Zweeds: Derhamn, Estland-Zweeds: Deram) is een plaats in de Estlandse gemeente Lääne-Nigula, provincie Läänemaa. De plaats heeft de status van dorp (Estisch: küla).
Tot in oktober 2017 viel Dirhami onder de gemeente Noarootsi. In die maand werd Noarootsi bij de fusiegemeente Lääne-Nigula gevoegd.

## Bevolking
De ontwikkeling van de bevolking blijkt uit het volgende staatje:
| Jaar            | 2000 | 2011 | 2021 |
| --------------- | ---- | ---- | ---- |
| Aantal inwoners | 25   | 14   | 15   |

## Ligging
Dirhami ligt aan de Oostzee, aan de westkust van het schiereiland Noarootsi. Bij de Kaap van Dirhami (Estisch: Dirhami neem) verandert de kust van richting, van zuid-noord naar west-oost. Ten oosten van de kaap ligt de haven van het dorp (Estisch: Dirhami sadam). De haven is toegankelijk voor schepen met een diepgang tot 3,8 meter en meestal ijsvrij.
Bij Dirhami ligt de Dirhami rahn, een zwerfsteen van 8,0 x 6,0 x 3,1 meter. De omtrek is 20,8 meter.

## Geschiedenis
Oorspronkelijk was Dirhami alleen de naam van de haven. De Zweedse naam Derhamn betekent ‘grote haven’. Het dorp hoorde bij Rooslepa. In 1977 werd Rooslepa omgedoopt in Dirhami.  In 1997 werd het dorp gesplitst. Het noordelijk deel, met de haven, werd Dirhami, het zuidelijk deel werd Rooslepa.
In de omgeving van het dorp liggen nog restanten van verdedigingswerken die van 1912 tot in de eerste jaren van de Eerste Wereldoorlog werden aangelegd om de (toen) Russische kust te versterken, de Zeevesting Keizer Peter de Grote.

## Foto's

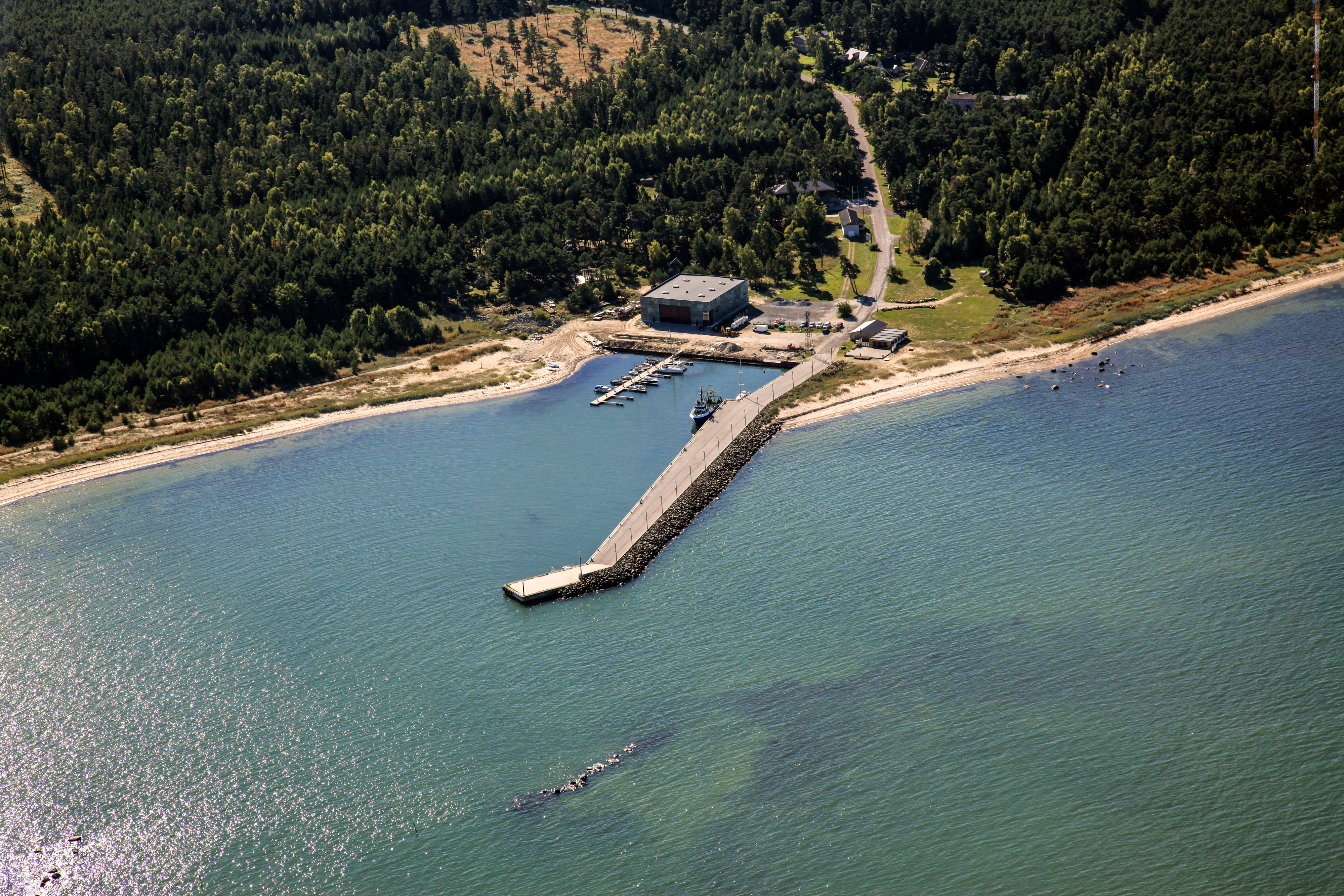
De haven
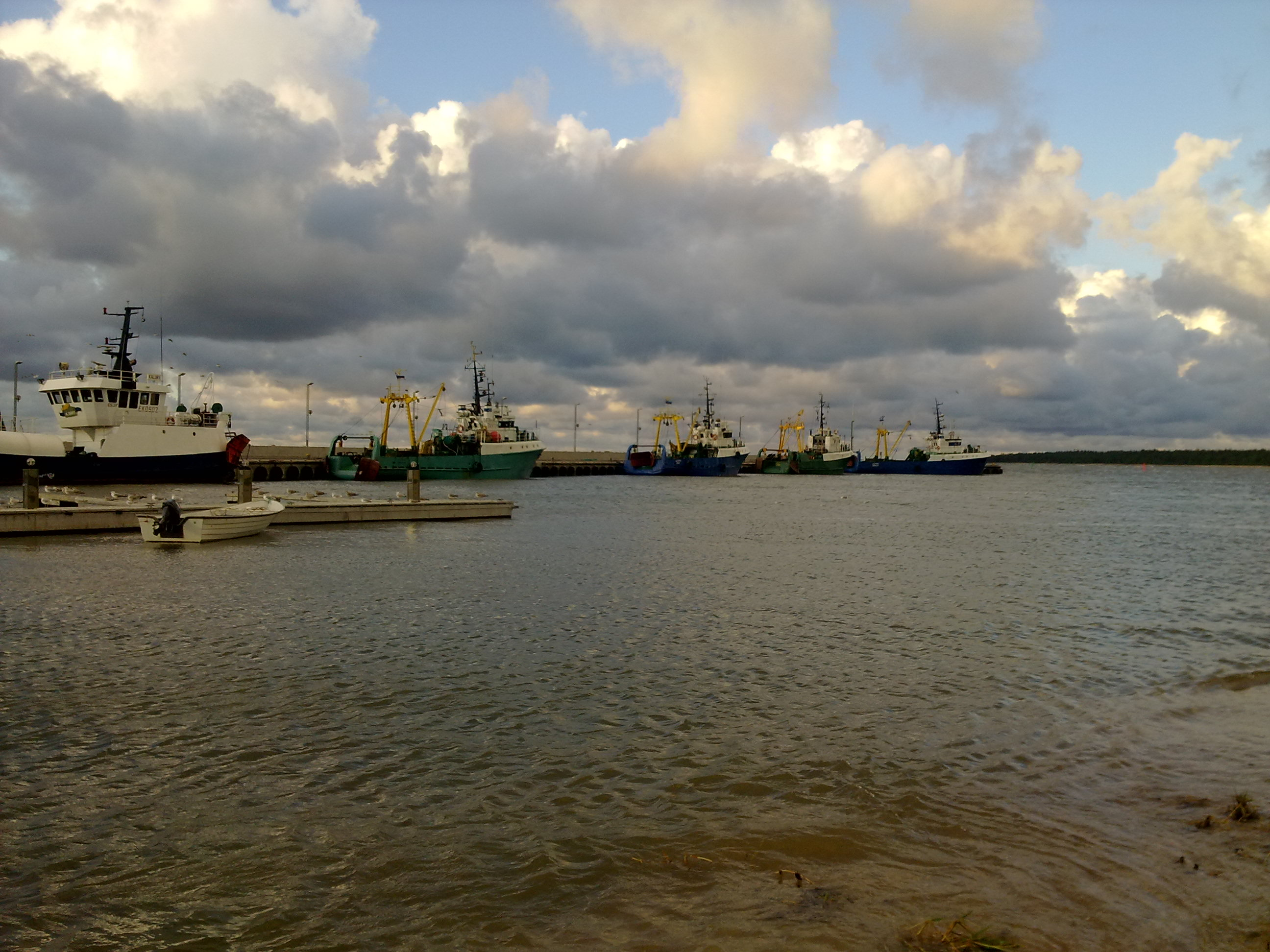
Schepen in de haven
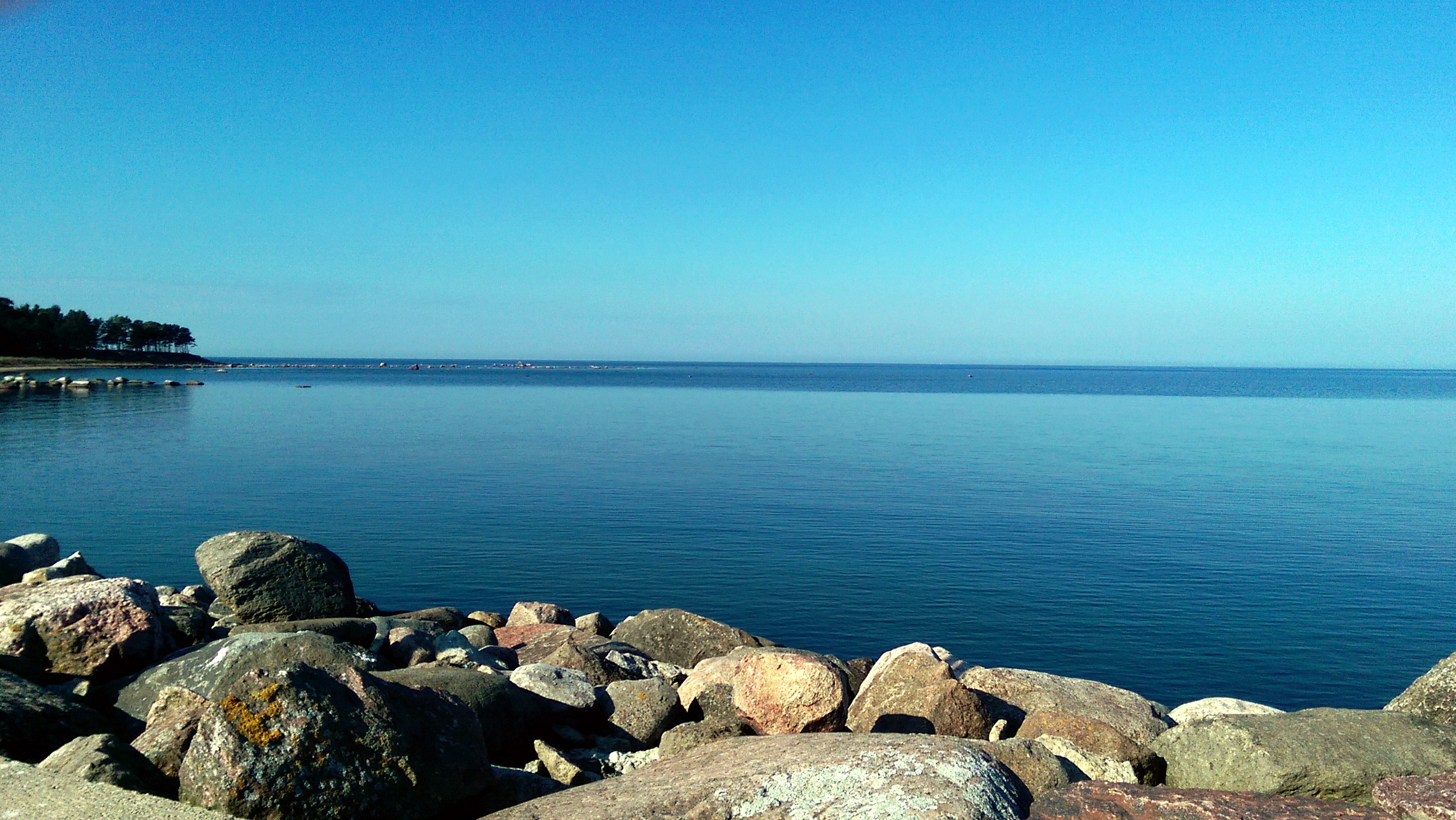
De kust bij Dirhami
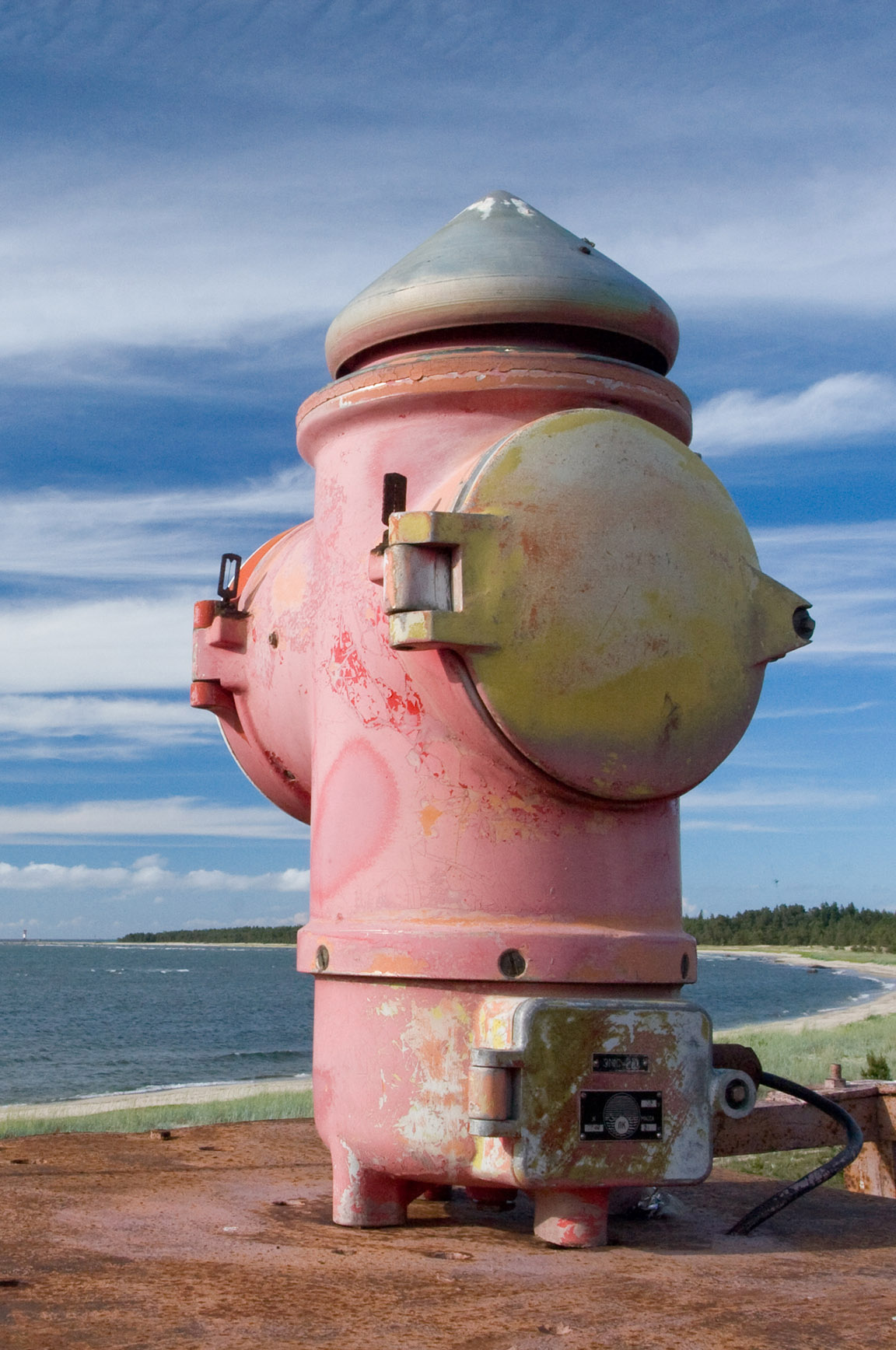
Lichtbaken
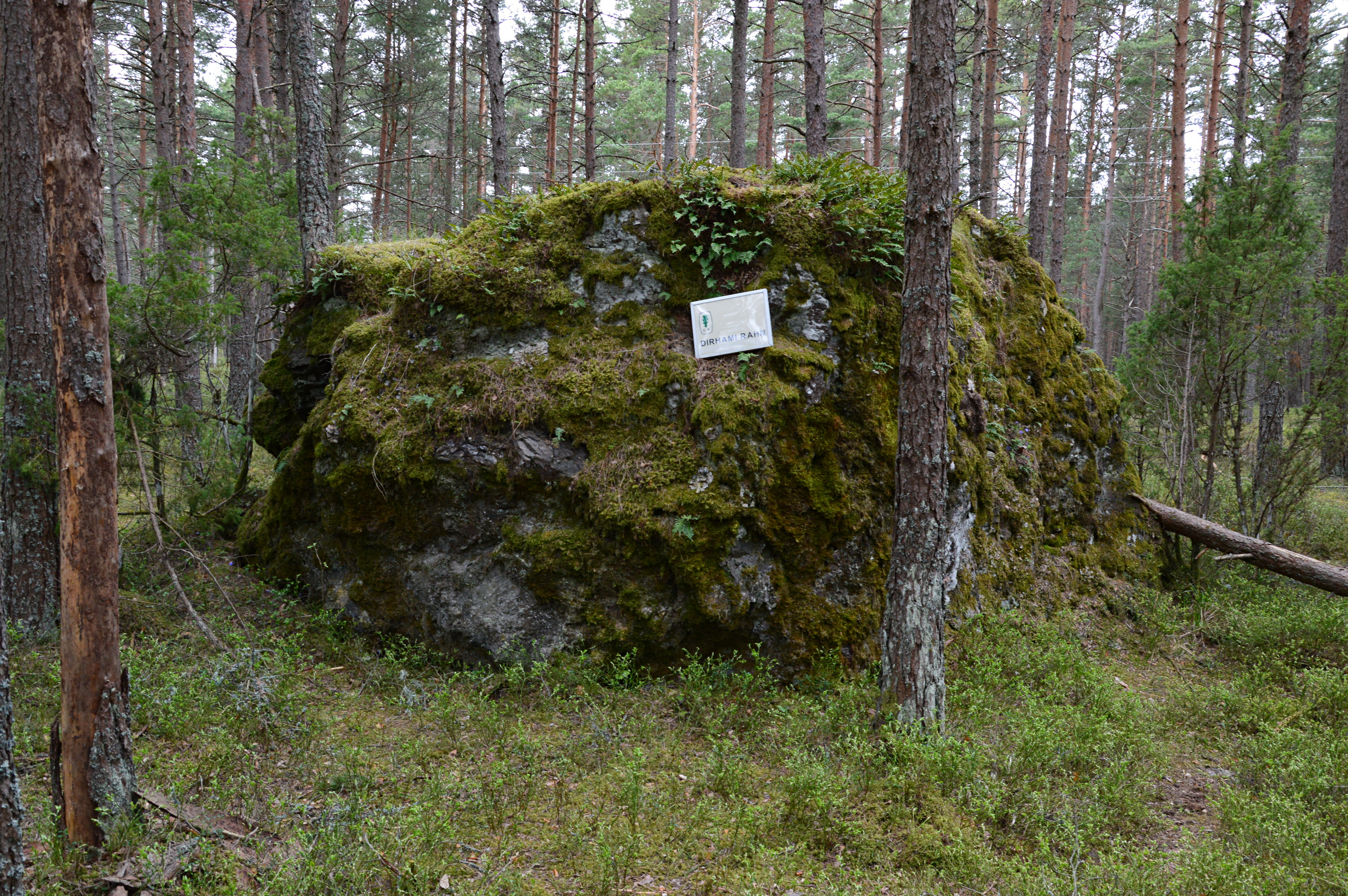
De Dirhami rahn